# GSM-R

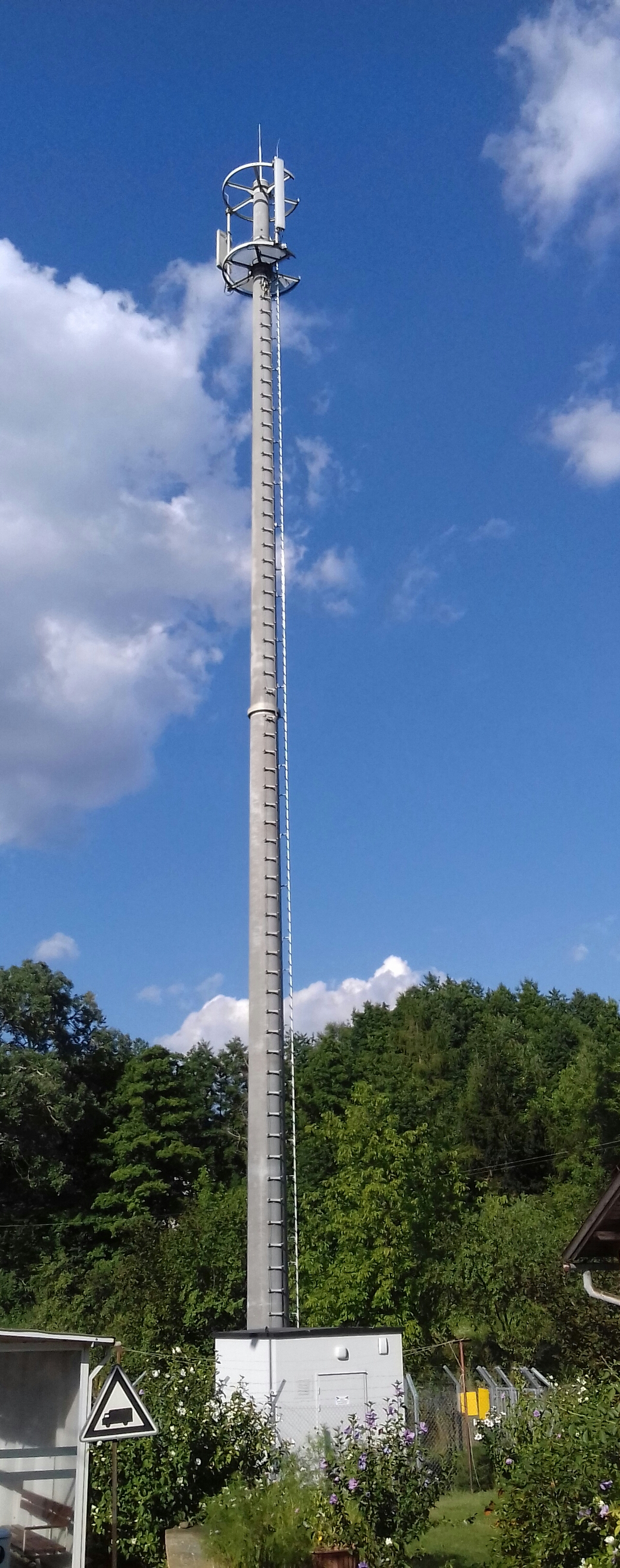
stacja bazowa GSM-R przy linii kolejowej nr 96 Tarnów-Leluchów

GSM-R (GSM for Railways, Kolejowa Sieć GSM) – system łączności cyfrowej oparty na standardzie GSM, zaprojektowany dla potrzeb zapewnienia komunikacji (głos i dane) pomiędzy pracownikami firm zajmujących się transportem kolejowym.
System opiera się na standardzie GSM, jednak posiada pewne rozszerzenia dostosowane do specyfiki pracy związanej z eksploatacją i utrzymaniem infrastruktury kolejowej oraz zarządzaniem ruchem pociągów.
Pierwsze prace nad tym systemem zostały podjęte przez UIC w 1993 roku, która zainicjowała projekt EIRENE (European Integrated Railway radio Enhanced Network) i obecnie sprawuje kontrolę nad rozwojem specyfikacji.
GSM-R jest częścią składową Europejskiego Systemu Zarządzania Ruchem kolejowym – ERTMS (ang. European Railway Traffic Management System).

## Galeria

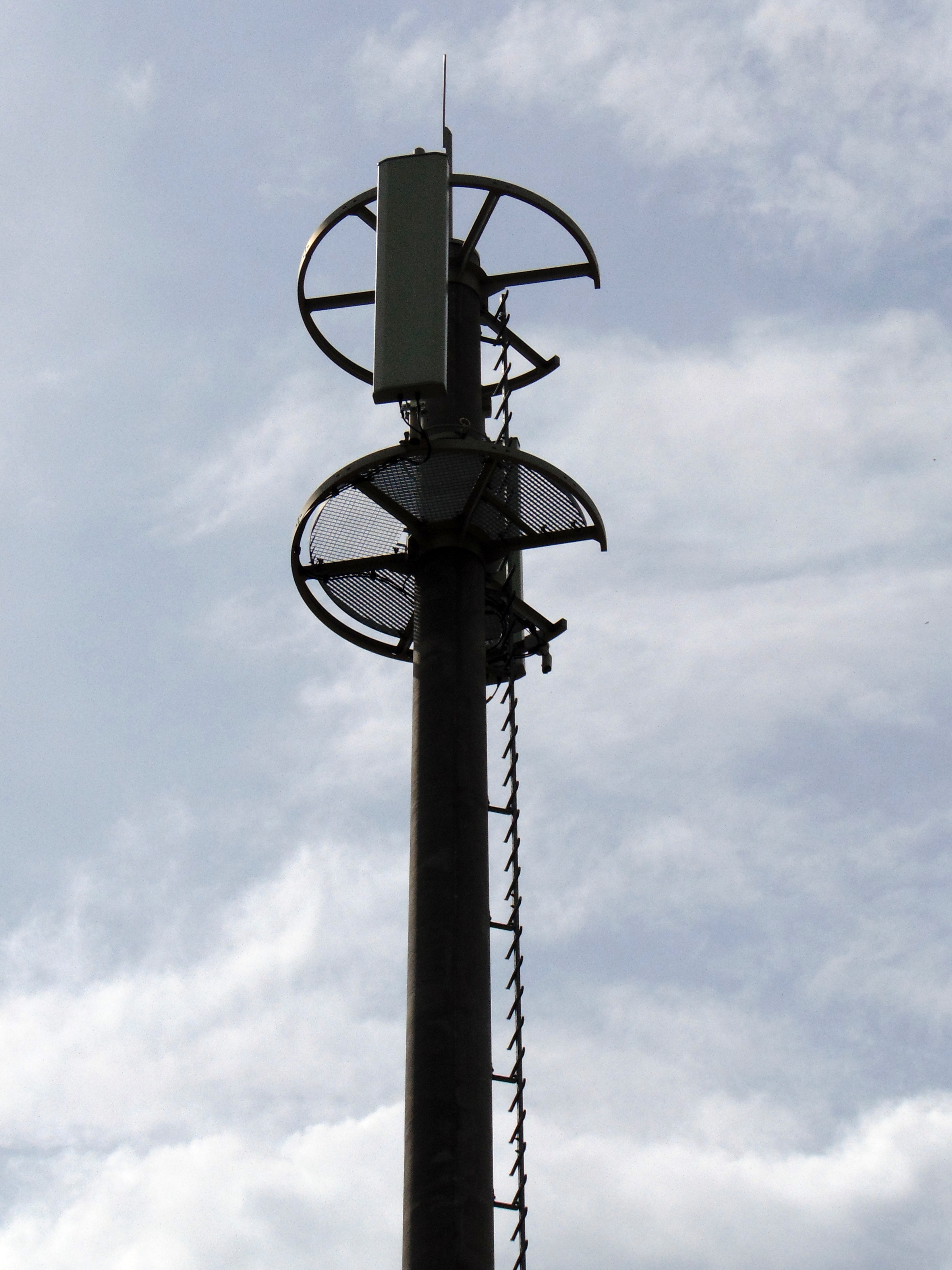
Anteny kierunkowe (sektorowa) GSM-R na maszcie antenowym
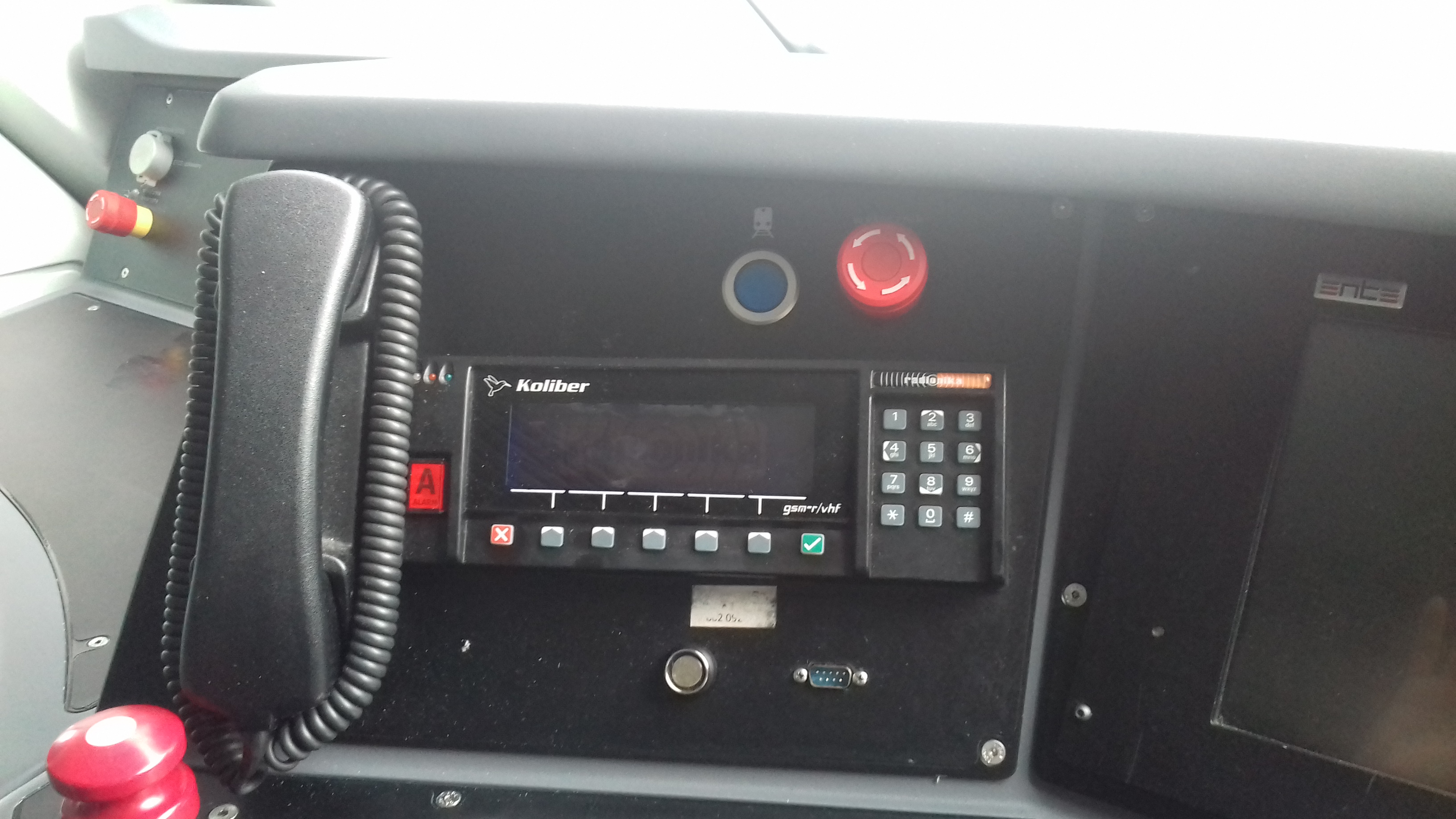
Radiotelefon VHF/GSM-R w kabinie pojazdu szynowego Impuls 45WE
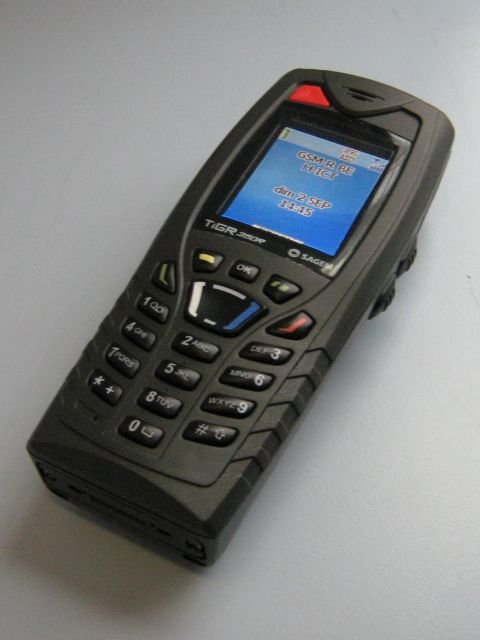
Telefon ręczny GSM-R, Sagem TiGR 350R

## Funkcjonalność systemu
GSM-R opiera się na standardzie R-GSM rozwijanym przez konsorcjum 3GPP, co oznacza, że odziedziczył funkcjonalność zdefiniowaną dla standardowego GSM:
- cyfrowa transmisja głosu
- transmisja danych
- możliwość przesyłania krótkich wiadomości tekstowych (SMS).

Wprowadzono też kilka rozszerzeń realizujących wymagania związane ze specyfiką pracy wykonywanej przez użytkowników końcowych systemu czyli m.in. zarządzających ruchem kolejowym, pracowników naprawiających, ochraniających i eksploatujących tabor, np. dyspozytor, dyżurny ruchu, maszynista, kierowników pociągów:
- wywoływanie funkcyjne za pomocą odpowiedniej składni stosowanej w wywoływaniach USSD – dzięki temu można zestawić połączenie z osobą pełniącą jakąś funkcję, np: połączenie z kierującym pociągiem o numerze 35102
- wywołanie bazujące na lokalizacji – np: kierujący pociągiem, po wciśnięciu '1', zostaje połączony z najbliższym (lokalnym) dyspozytorem ruchu
- wywołania grupowe bazujące na usłudze Voice Broadcast Services – dystrybucja mowy (ogłoszenia) do wszystkich terminali znajdujących się w jednej komórce (ang. cell) lub tylko do grupy pracowników (o określonej funkcji) znajdujących się na danym obszarze
- wywołania grupowe bazujące na usłudze Voice Group call service – pozwala na konwersację pewnej zdefiniowanej wcześniej grupie użytkowników w trybie półdupleks, czyli tylko jeden użytkownik może w danym momencie mówić; pozostali członkowie grupy mogą słuchać[1].

## Architektura systemu
System bazuje na specyfikacji R-GSM, więc do jego budowy używa się elementów zwykłej sieci GSM. Część z nich została rozszerzona o dodatkowe oprogramowanie i sprzęt, umożliwiające realizację funkcji niewchodzących w skład standardowej implementacji rozwijanej przez konsorcjum standaryzacyjne 3GPP. Dodatkowo zaimplementowano bazy danych związane z adresowaniem komunikatów/rozmów do określonych (ze względu na pełnioną funkcję) grup odbiorców.

## Używane częstotliwości
Europejska Konferencja Administracji Poczty i Telekomunikacji w swojej rekomendacji zaleca wykorzystanie poniższych częstotliwości do budowy systemów GSM-R w Unii Europejskiej:
- 876–880 MHz jako uplink
- 921–925 MHz jako downlink.

Regulatorzy rynków telekomunikacyjnych w krajach leżących na innych kontynentach wprowadzają własne unormowania prawne w tej dziedzinie.

## GSM-R w Polsce
W Polsce sieć telekomunikacyjna pracująca w tym standardzie jest wdrażana od roku 2008 przez Telekomunikację Kolejową. Od roku 2009 całość spraw związanych z wdrażaniem systemu GSM-R w Polsce przejęła spółka PKP Polskie Linie Kolejowe S.A., będąca wiodącym zarządcą infrastruktury kolejowej w Polsce.
Bazując na rekomendacji opublikowanej przez Europejskiej Konferencji Administracji Poczty i Telekomunikacji, Urząd Komunikacji Elektronicznej przedstawił następujący plan zagospodarowania częstotliwości używanych w systemie GSM-R w Polsce:
- 5 kanałów rozłożonych co 12,5 kHz dla komunikacji bezpośredniej DMO (łączność bezpośrednia (ang. Direct Mode Operation) czyli w której biorą udział terminale bez użycia infrastruktury telekomunikacyjnej (876,0 – 876,1 MHz)
- 7 kanałów rozłożonych co 200 kHz, używanych tak jak w innych standardach GSM (876,1–877,5 MHz jako uplink i 921–922,5 MHz jako downlink).

W Polsce sieć telekomunikacyjna pracująca w tym standardzie jest wdrażana od roku 2009 przez PKP Polskie Linie Kolejowe S.A. i staje się częścią składową Europejskiego Systemu Zarządzania Ruchem Kolejowym. Inwestycja ta jest współfinansowana ze środków unijnych. Przetargi na implementację tego systemu obejmą zasięgiem około 15 tysięcy kilometrów linii kolejowych.
5 kwietnia 2011 PKP Polskie Linie Kolejowe podpisały umowę na zaprojektowanie, wybudowanie, wyposażenie, uruchomienie oraz skonfigurowanie funkcjonalne i przetestowanie infrastruktury GSM-R dla potrzeb radiołączności kolejowej i systemu ETCS  poziom 2 na odcinku Legnica – Węgliniec – Bielawa Dolna. Umowa zawarta z konsorcjum firm Kapsch Sp. z o.o. i Kapsch CarrierCom AG została podpisana w ramach projektu „Modernizacja linii kolejowej E30 Etap II. Pilotażowe wdrożenie ETCS i GSM-R w Polsce na odcinku Legnica – Węgliniec – Bielawa Dolna” (linia kolejowa E30).
6 maja 2013 firma ATDI podpisała umowę z PKP Polskie Linie Kolejowe S.A. na opracowanie „Wstępnego planowania radiowego GSM-R dla linii kolejowych objętych Narodowym Planem Wdrażania ERTMS w Polsce.”